# PW 1150
Der Containerschiffstyp PW 1150 der Hegemann-Gruppe wurde bisher in einer Serie von neun Einheiten gebaut.

## Geschichte
Den Bau der Schiffe teilten sich die beiden zur Hegemann-Gruppe zählenden Werften Rolandwerft in Berne und die Peene-Werft in Wolgast. Letztere baute den Rumpf mit der Hauptmaschine und dem Deckshaus sowie den beiden Liebherr-Kränen in Wolgast zu einem verschleppfähigen Kasko. Die Kaskos wurden dann nach Berne geschleppt, wo die Endausrüstung und Erprobung von der Roland-Werft durchgeführt wurden. Die Baureihe PW 1150 wurde seit dem Jahr 2000 für verschiedene ausländische und deutsche Reedereien gebaut.

## Einzelheiten
Die Schiffe sind als Mehrzweck-Trockenfrachtschiffe ausgelegt. In der Hauptsache werden sie im Containertransport eingesetzt. Die Kapazität beträgt 1150 TEU. Die Schiffe der PW-1150-Serie verfügen über zwei Kräne mit 40/45 Tonnen Tragkraft.
Der Antrieb der Schiffe besteht aus einem im dänischen Frederikshavn gefertigten MAN B&W-Zweitakt-Dieselmotor des Typs 7 S 50 MC-C mit einer Leistung von rund 11.000 kW. Der Motor wirkt direkt auf den Festpropeller und ermöglicht eine Geschwindigkeit von 19 Knoten. Weiterhin stehen vier Hilfsdiesel und ein Notdiesel-Generator zur Verfügung. Die An- und Ablegemanöver werden durch ein Bugstrahlruder unterstützt.
Für die Unterbringung der Besatzung sind Einzelkammern vorhanden.

## Die Schiffe
| Typ PW-1150-Containerschiffe                                                   | Typ PW-1150-Containerschiffe | Typ PW-1150-Containerschiffe | Typ PW-1150-Containerschiffe      | Typ PW-1150-Containerschiffe            | Typ PW-1150-Containerschiffe | Typ PW-1150-Containerschiffe |
| Bauname                                                                        | Bau- nummer                  | IMO- Nummer                  | Kiellegung Stapellauf Ablieferung | Reederei                                | Umbenennungen und Verbleib |                              |
| ------------------------------------------------------------------------------ | ---------------------------- | ---------------------------- | --------------------------------- | --------------------------------------- | --- | ---------------------------- |
| Daniel A                                                                       | 432                          | 9238064                      | 15.11.2000 15.05.2001 16.08.2001  | Arkas, Istanbul                         | 2001 Vento di Bora → 2005 Izmir Express → 2007 Vento di Aliseo → 2012 Daniel A → 2017 Vento del Golfo → 2018 Daniel A, so 2025 in Fahrt |                              |
| Yigitcan A                                                                     | 433                          | 9238076                      | 20.11.2000 17.07.2001 26.10.2001  | Arkas, Istanbul                         | 2001 Vento di Aliseo → 2005 Yigitcan A → 2024 Onur G. A, so 2025 in Fahrt                                                               |                              |
| Auriga J                                                                       | 473 209*                     | 9242302                      | 22.11.2000 04.10.2001 17.12.2001  | Jüngerhans Maritime Services, Haren/Ems | abgeliefert als Maersk Ravenna → 2012 Auriga J → 7/2015 Auriba → 8/2015 Kaptan Aytac A, so 2025 in Fahrt                                |                              |
| Antares J                                                                      | 474 210*                     | 9242314                      | 27.11.2000 06.12.2001 26.02.2002  | Jüngerhans Maritime Services, Haren/Ems | abgeliefert als Maersk Rotterdam → 2012 Antares J → 2016 Horizon, so 2025 in Fahrt                                                      |                              |
| Aurette A                                                                      | 434                          | 9242285                      | 03.09.2001 11.03.2002 24.05.2002  | Arkas, Istanbul                         | so 2025 in Fahrt |                              |
| Lucien G. A                                                                    | 435                          | 9242297                      | 07.01.2002 21.05.2002 09.08.2002  | Arkas, Istanbul                         | 2005 SITC Bangkok → 2005 Lucien G. A → 3/2006 TS Kobe → 11/2006 Lucien G. A, so 2025 in Fahrt                                           |                              |
| Taurus J                                                                       | 501                          | 9248916                      | 14.03.2002 20.08.2002 22.11.2002  | Jüngerhans Maritime Services, Haren/Ems | abgeliefert als Maersk Rostock → 2007 Delmas Lisboa → 2010 Taurus J → 2015 Mehmet Kahveci A, so 2025 in Fahrt                           |                              |
| Vivien A                                                                       | 223*                         | 9297577                      | 12.11.2003 07.05.2004 23.07.2004  | Arkas, Istanbul                         | 2010 Karla A, so 2025 in Fahrt |                              |
| Gabriel A                                                                      | 224*                         | 9300659                      | 26.01.2004 25.06.2004 17.09.2004  | Arkas, Istanbul                         | 2007 Vento di Bora → 2018 Gabriel A, so 2025 in Fahrt                                                                                   |                              |
| Baunummer mit * = Baunummer der Rolandwerft Daten: Miramar Ship Index, Ship-DB |                              |                              |                                   |                                         | |                              |